# Franz von Erdmann
Franz von Erdmann (* 15. März 1793 als Friedrich Franz Ludwig Erdmann in Ludwigslust; † 2. Februarjul. / 14. Februar 1862greg. in Kasan) war ein deutscher Orientalist. 

## Leben
Friedrich Franz Ludwig Erdmann war ein Sohn des Pastors Johann Ernst Friedrich Erdmann, damals Pfarr-Collaborator und Inspektor am Schullehrer-Seminar in Ludwigslust und später Präpositus in Schwaan; der Pastor und Parlamentarier August Erdmann war sein jüngerer Bruder. In Lübeck vorgebildet, wurde er während seiner Studienjahre an der Universität Rostock ab 1813 ein Schüler des Orientalisten Oluf Gerhard Tychsen. Er vollendete seine Studien an der Universität Göttingen und habilitierte sich 1818 als Privatdozent für orientalische Sprachen in Rostock. 
Noch im selben Jahr erhielt er durch Vermittlung von Christian Martin Joachim Frähn einen Ruf als ordentlicher Professor der orientalischen Sprachen an die Kaiserlichen Kasaner Universität. 
Im Jahre 1825 unternahm er eine gelehrte Reise an die Kama und in das Gouvernement Orenburg, um die dortigen tatarischen Altertümer zu untersuchen. 1845 legte er sein Lehramt nieder und lebte als Privatgelehrter auf dem Landsitz Feodorowka im Gouvernement Nischni Nowgorod.

## Ehrungen
Erdmann erhielt 1826 den Rang eines kaiserlich russischen Collegienrats, wurde 1827 in den Adelsstand erhoben und 1833 kaiserlich russischer Staatsrat. 

## Veröffentlichungen (Auswahl)
- Die Schöne vom Schlosse Muhammed Nisameddin dem Gendscher. (nach Nezāmi) Kasan 1832 (Digitalisat)
- Vollstaendige Uebersicht der aeltesten tuerkischen, tatarischen und mogholischen Voelkerstaemme, nach Raschid-ud-din's Vorgange bearbeitet. Kasan 1841 (Digitalisat)
- Chudschu Germani: und seine dichterischen Geisteserzeugnisse. In: Zeitschrift der Deutschen Morgenländischen Gesellschaft, Band 2. 1848. S. 205–215 (Digitalisat).
- Ueber das auf muhammedanischen Münzen vorkommende بخ بخ : Sendschreiben des STR. Dr. v. Erdmann an HR. Dr. Stickel in Jena. In: Zeitschrift der Deutschen Morgenländischen Gesellschaft, Band 9. 1855. S. 606–617 (Digitalisat).
- Zu Barkiarok's Regierung, nach Rasîduddîn. In: Zeitschrift der Deutschen Morgenländischen Gesellschaft, Band 9. 1855. S. 800–808 (Digitalisat).
- Zur muhammedanischen Münzkunde. St. Petersburg 1856 (Digitalisat)
- Kalmückischer Dschangar. In: Zeitschrift der Deutschen Morgenländischen Gesellschaft, Band 11. 1857. S. 708–730 (Digitalisat).
- Mewlânâ Lisânî. In: Zeitschrift der Deutschen Morgenländischen Gesellschaft, Band 12. 1858. S. 518–535 (Digitalisat).
- Ueber die Tataren Kasans. In: Zeitschrift der Deutschen Morgenländischen Gesellschaft, Band 13. 1859. S. 659–690 (Digitalisat).
- Ueber den قفص des Bâjazîd Ilderim. In: Zeitschrift der Deutschen Morgenländischen Gesellschaft, Band 14. 1860. S. 712–721 (Digitalisat).
- Temudschin der Unerschütterliche. Brockhaus, Leipzig 1862 (Digitalisat)